# Sinagoga Mare din Gibraltar

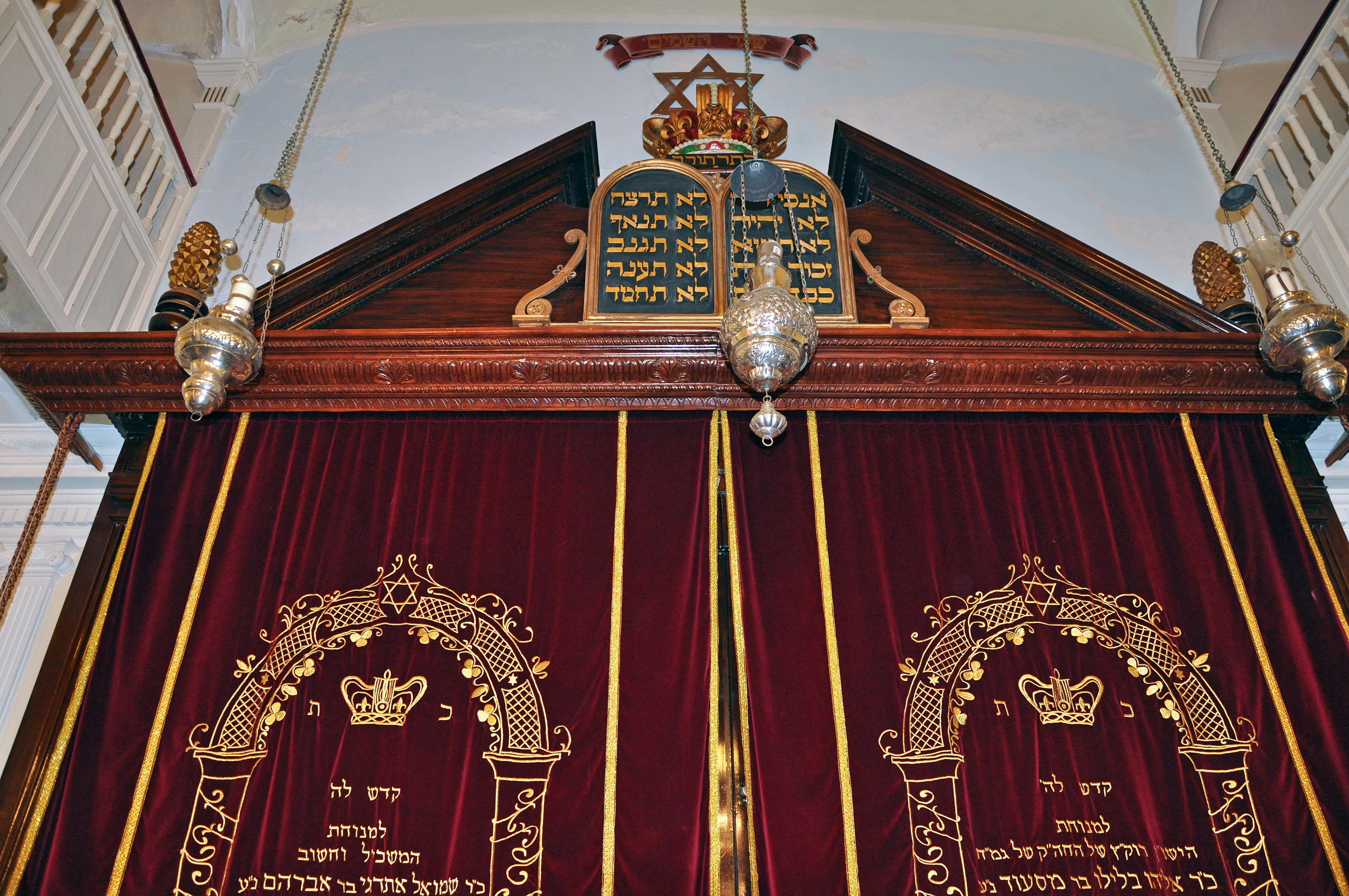
Sinagoga Mare din Gibraltar.

Sinagoga Mare din Gibraltar (în ebraică: קהל קדוש שער השמיים) este un lăcaș de cult evreiesc din Gibraltar. Ea a fost fondată în 1724. Ea a fost construită în 1812.